# Mönkeberg
Mönkeberg là một đô thị thuộc huyện Plön, trong bang Schleswig-Holstein, nước Đức. Đô thị Mönkeberg có diện tích 2,71 km², dân số thời điểm 31 tháng 12 năm 2006 là 3684 người. Đô thị này có cự ly khoảng 5 km về phía đông bắc của Kiel.